# 里特沃尔德精修
里特沃尔德精修（Rietveld refinement），简称里特沃尔德法（Rietveld method），是由荷兰晶体学家雨果·里特沃尔德提出的一种晶体材料表征技术，是全谱拟合法的一种。根据实验测得的多晶衍射数据全谱信息，利用物质的晶体结构参数（晶胞参数、原子坐标等）和非结构参数（峰宽、择优取向因子等）信息模拟计算并利用非线性最小二乘法不断拟合接近实验谱图，从而得到晶体结构信息的方法。
里特沃尔德精修还有里特沃尔德全谱拟合（Rietveld whole pattern fitting）、里特沃尔德图谱拟合（Rietveld profile fitting）、里特沃尔德结构精修（Rietveld structure refinement）等其他名称。

## 历史
1969年，荷兰晶体学家里特沃尔德（Hugo M. Rietveld）首次提出“全谱拟合”的概念，并应用到中子粉末衍射技术中。里特沃尔德先后用ALGOL语言和Fortran语言编写出相关程序并将其自由分享，得到当时晶体结构研究者内使用。
1977年，奇达姆（A.K. Cheetham）对中子衍射图谱的拟合法进行了归纳总结。在此之前全谱拟合技术仅局限于中子衍射技术中。
1979年，库珀（M. J. Cooper）将结构参数和峰型参数同时拟合改进为先拟合峰型参数，后拟合结构参数,使得拟合结果更合理。
杨格（Robert Alan Young）等人将里特沃尔德法应用到了晶体X射线衍射中，包括同步辐射X射线衍射技术。
随后里特沃尔德精修范围从简单到化学体系不断扩大到复杂体系的分析，如硅酸盐复合水泥的物相分析，蛋白质结构确定等。经过不断完善与发展，里特沃尔德法已经发展成为获得晶体结构信息的重要方法，并诞生一系列相关软件进行里特沃尔德精修。

## 原理
实验测得的粉末衍射图案常常取决于一系列因素，包括：
| 衍射图案性质 | 晶体结构                        | 试样性质                         | 仪器参数                                              |
| ------------ | ------------------------------- | -------------------------------- | ----------------------------------------------------- |
| 峰位置       | 晶胞参数                        | - 辐射吸收 - 孔隙度              | - 辐射源（波长） - 仪器-试样对齐度 - 入射束轴向分散度 |
| 峰强度       | 原子参数 (原子坐标，比例因子等) | - 择优取向度 - 辐射吸收 - 孔隙度 | - 几何关系和配置 - 辐射洛伦兹偏振度                   |
| 峰形状       | - 结晶度 - 位错 - 缺陷          | - 晶粒大小 - 应力 - 应变         | - 辐射源（光谱纯度） - 几何关系 - 辐射束条件          |

因此粉末衍射图谱可以由晶体结构参数和仪器因素（峰型参数）确定，并通过计算叠加得到完整图谱。
里特沃尔德精修是基于散射能量守恒的原理，在假设晶体结构模型和结构参数基础上，结合峰形函数来计算多晶衍射谱，并用最小二乘法不断调整结构参数与峰形参数，使计算得到衍射谱不断逼近实验测得的谱图，使拟合偏差最小，从而得出相关晶体结构信息。

## 精修过程

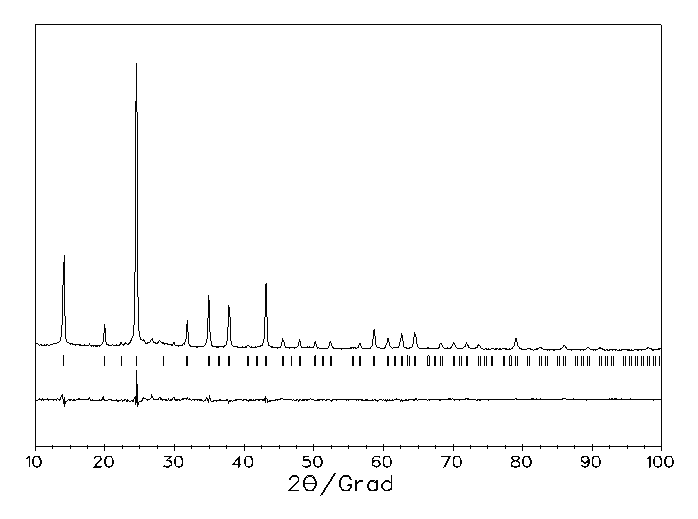
里特沃尔德图。
上:实验测得的的衍射图谱，中：由布拉格方程确定的衍射峰位置，下：实验测得衍射图谱与计算得到的衍射图谱值差异

里特沃尔德精修主要经过全谱计算、拟合逼近、拟合评价三个步骤进行。

### 全谱计算
在给定假设晶体模型下，衍射谱可以由布拉格方程、衍射强度公式、本底函数计算叠加得出。

#### 衍射峰和衍射强度确定
在给定晶体结构和入射束波长λ下，根据布拉格方程可以确定各衍射晶面{\displaystyle (hkl)}对应的衍射角{\displaystyle (2\theta )_{hkl}}。
根据衍射积分强度公式：
{\displaystyle I_{hkl}=K\times p_{hkl}\times L_{\theta }\times P_{\theta }\times A_{\theta }\times T_{hkl}\times E_{hkl}\times |F_{hkl}|^{2}}
其中:
- {\displaystyle K}: 尺寸因子
- {\displaystyle p_{hkl}}: 多重因子
- {\displaystyle L_{\theta }}: 洛伦兹因子
- {\displaystyle P_{\theta }}: 偏振因子
- {\displaystyle A_{\theta }}:吸收因子
- {\displaystyle T_{hkl}}: 择优取向因子
- {\displaystyle E_{hkl}}: 消光因子
- {\displaystyle F_{hkl}}:晶胞结构因子

可以得到晶面{\displaystyle (hkl)}衍射峰对应积分强度{\displaystyle I_{hkl}}。随后加上归一化峰型函数{\displaystyle G_{hkl}}，就得到了第{\displaystyle i}个衍射峰处的实测强度{\displaystyle Y_{hkl-i}}
{\displaystyle Y_{hkl-i}=G_{hkl-i}\times I_{hkl-i}}

#### 全谱计算
设定背景强度函数{\displaystyle Y_{ib}}，将各衍射峰强度叠加即可得到全谱各点{\displaystyle (2\theta )_{i}}处的计算实测强度分布{\displaystyle Y_{ic}}
{\displaystyle Y_{ic}=Y_{ib}+\sum _{k}Y_{ki}} 其中{\displaystyle k=hkl}，代表第{\displaystyle k}个{\displaystyle (hkl)}衍射峰。

### 全谱拟合
根据计算得到的衍射谱强度分布{\displaystyle Y_{ic}}，不断调整相关参数，利用非线性最小二乘法使得与实验实际测得的衍射谱强度分布{\displaystyle Y_{io}}的方差{\displaystyle M}最小：
{\displaystyle M=\sum _{i}W_{i}\left\{Y_{ic}-Y_{io}\right\}^{2}}
其中{\displaystyle W_{i}}为权重因子。
通过不断改进初始参数进行循环拟合，使得拟合结果趋于收敛。因此里特沃尔德法不能测定未知结构的晶体粉末样品。

### 结果判定
为了确定精修拟合参数的优劣性，常用可信度因子{\displaystyle R}来判定参数的正确性:
- 谱图残差{\displaystyle R_{p}}，又称可靠因子（Profile residual，Reliability factor）

{\displaystyle R_{p}=\sum _{i}^{n}{\frac {|Y_{io}-Y_{ic}|}{\sum _{i}^{n}Y_{io}}}\times 100\%}
- 加权谱图残差{\displaystyle R_{wp}}（Weighted profile residual）

{\displaystyle R_{wp}=\left(\sum _{i}^{n}{\frac {w_{i}(Y_{io}-Y_{ic})^{2}}{\sum _{i}^{n}w_{i}(Y_{io})^{2}}}\right)^{\frac {1}{2}}\times 100\%}
- 布拉格残差{\displaystyle R_{B}}或强度残差{\displaystyle R_{I}}（Bragg residual，Intensive residual）

{\displaystyle R_{B}=R_{I}=\sum _{j}^{m}{\frac {|I_{ko}-I_{kc}|}{\sum _{i}^{n}I_{ko}}}\times 100\%}
- 期望谱图残差{\displaystyle R_{exp}}（Expected profile residual）。其为{\displaystyle R_{wp}}期望值

{\displaystyle R_{\text{exp}}=\left({\frac {n-p}{\sum _{i}^{n}w_{i}(Y_{io})^{2}}}\right)^{\frac {1}{2}}\times 100\%}
- 拟合优度{\displaystyle \mathrm {X} ^{2}}，或{\displaystyle GofF} (Goodness of fitting)

{\displaystyle \mathrm {X} ^{2}=\sum _{i}^{n}{\frac {(Y_{io}-Y_{ic})^{2}}{n-p}}=\left({\frac {R_{wp}}{R_{\text{exp}}}}\right)}
{\displaystyle R_{wp}}和{\displaystyle \mathrm {X} ^{2}}是根据峰实测强度{\displaystyle Y}得来，其中{\displaystyle R_{wp}}最能反应拟合的优劣。
{\displaystyle R_{B}}是根据积分强度{\displaystyle I}得到，与结构模型高度相关，用于判断结构模型和合理性。
{\displaystyle \mathrm {X} ^{2}}或{\displaystyle GofF}可作为拟合质量标准，理想值为1。若值过大说明拟合模型不良，过小表明数据质量差。合理范围为1-1.3。

## 拟合函数
完美理想衍射条件下(晶粒无穷小，完全随机取向，仪器几何系统完全准直，无发散纯单色光)，得到的衍射图谱符合理想衍射强度公式，且衍射峰为线型。然而衍射测定中不可能达到理想条件，故需要引入相关拟合函数进行修正。

### 峰型函数
峰型函数{\displaystyle G_{k}}用于模拟实际测定中衍射峰偏移理想衍射条件引起的峰变形。
里特沃尔德最早采用高斯函数对中子多晶衍射进行精修。洛伦兹函数也是早期常用的峰型函数。由于两种函数均不能很好描述峰型，后续在两种函数基础上进行卷积、线性组合或改进得到一些列新的峰型函数。
| 函数名称                                  | 简写               | 备注                                                                                   |
| ----------------------------------------- | ------------------ | -------------------------------------------------------------------------------------- |
| 高斯函数（Gaussian）                      | {\displaystyle GF} | 对于峰型，峰顶太宽，峰尾太窄                                                           |
| 洛伦兹函数（Lorentzian）                  | {\displaystyle LF} | 对于峰型，峰顶太窄，峰尾太宽                                                           |
| 居间洛伦兹函数（Intermediate Lorentzian） | {\displaystyle IL} |                                                                                        |
| 变形洛伦兹函数（Modified Lorentzian）     | {\displaystyle ML} |                                                                                        |
| 皮尔逊VII函数（Pearson VII）              | {\displaystyle P7} | 由{\displaystyle GF}和{\displaystyle LF}的线性组合得到                                 |
| 福格特函数（Voigt）                       | {\displaystyle VF} | 由{\displaystyle m}个{\displaystyle LF}和{\displaystyle n}个{\displaystyle GF}卷积得到 |
| 赝福格特函数（Pseudo-Voigt)               | {\displaystyle PV} | {\displaystyle PV=\eta LF+(1-\eta )GF}, 其中{\displaystyle 0<\eta <1}                  |
| 余弦洛伦兹函数（Cosine-Lorentzian）       | {\displaystyle CL} | 自变量为衍射角的余弦值的洛伦兹函数形式                                                 |
| 学生t-分布（Student's t-distribution）    | {\displaystyle SF} | 高角度和低角度下所用函数系数不同                                                       |

### 峰宽函数
峰宽函数{\displaystyle H_{k}}用于模拟实际测定中衍射峰偏移理想衍射条件引起的峰宽化，常用半峰宽表示。针对不同的衍射条件提出了不同的峰宽函数形式。
| 峰宽函数表达式({\displaystyle U,V,W}为拟合参数)                                            | 备注                                                   |
| ------------------------------------------------------------------------------------------ | ------------------------------------------------------ |
| {\displaystyle H_{k}^{2}=Utan^{2}\theta _{k}+Vtan\theta _{k}+W}                            | Caglioti 公式，适用中子衍射，峰型函数为高斯函数        |
| {\displaystyle H_{k}=(Utan^{2}\theta _{k}+Vtan\theta _{k}+W)^{2}+Xcos\phi /cos\theta _{k}} | 考虑了峰各向异性修正，适用中子衍射，峰型函数为高斯函数 |
| {\displaystyle H_{k}=Utan\theta _{k}+V/cos\theta _{k}}                                     | 适用峰型函数为洛伦兹函数                               |
| {\displaystyle H_{k}^{2}=U(tan^{2}\theta _{k}-0.6)^{2}+V(tan\theta _{k}-0.6)+W}            | 适用X射线衍射                                          |
| {\displaystyle H_{k}=UE_{k}+W}                                                             | 适用同步辐射衍射，{\displaystyle E_{k}}为辐射能量      |

### 本底函数
本底函数{\displaystyle Y_{b}}用于模拟衍射谱中的背景。包括X射线荧光、非相干散射以及仪器噪声等机械误差；分子热振动引起的漫散射；以及非晶体成分造成的背景。
前两种背景常选择实际谱中距离衍射峰较远的一系列点进行多项式拟合得到。非晶成分则通过已知非晶成分模型叠加得到。

### 择优取向函数
择优取向函数{\displaystyle P_{k}}用于校正非球形（特别是棒状和片状）晶粒在制样过程中朝向分布不均造成的衍射强度分布不均。
最早采用指数分布分布形式模拟晶体的择优取向分布,后面又发展出更多择优取向函数形式来适应复杂的情况。
已经提出的择优取向函数：
- {\displaystyle P_{k}=exp(-G\alpha ^{2})}
- {\displaystyle P_{k}=exp[(G({\frac {\pi }{2}}-\alpha )^{2}]}
- {\displaystyle P_{k}=(G^{2}cos^{2}\alpha +sin^{2}{\frac {\alpha }{G}})^{-{\frac {3}{2}}}}

其中{\displaystyle G}为拟合参数，{\displaystyle \alpha }为择优取向与衍射晶面之间夹角。

## 应用与局限
里特沃尔德精修常用于用于晶体结构分析，包括薄膜材料，纳米材料等低维材料以及生物材料的分析：
- 确定晶体的晶胞参数和结构
- 多晶物相鉴定与定量分析
- 测定残余应力、晶粒尺寸、结晶度
- 分析织构
- 测定磁结构（中子衍射）
- 测定原子径向分布函数
- 测定键长、键角、
- 测定原子的占位与占位率
- 温度因子等

里特沃尔德精修是全谱拟合中属于需要相关已知晶体结构的数据的一类，另一类则不需要相关结构数据，需要相关纯物质标准谱。因此里特沃尔德法不能测定未知结构的晶体粉末样品，而且需要一个较为准确的初始晶体模型，计算过程相对复杂。
在X射线衍射谱图精修中，还有Pawley法，Le Bail法等变种。
Pawley法不需要结构模型，但参数多，耗时，误差较大，难以获得晶体结构内层原子信息。Le Bail法参数少，收敛快，准确度较高。但不能区分位置较近的衍射峰。